# Леміш Борис Павлович
Борис Павлович Леміш (1 січня 1937, місто Красноармійське, тепер Вільнянськ Запорізької області) — український радянський діяч, начальник Кримського обласного управління місцевої промисловості, генеральний директор виробничого об'єднання «Таврія» Кримської області.

## Життєпис
Народився в родині робітника.
У 1955—1956 роках — учень токаря, токар заводу імені Шевченка міста Червоноармійське (тепер — Вільнянська) Запорізької області.
У 1956—1959 роках — у Радянській армії.
У 1959—1976 роках — слюсар, ливарник, майстер, старший технолог ливарного цеху, начальник виробничо-технічного відділу, головний інженер заводу пласмасових виробів Міністерства місцевої промисловості УРСР в місті Вільнянську Запорізької області. Член КПРС.
У 1970 році закінчив заочне відділення хіміко-технологічного факультету Куйбишевського політехнічного інституту.
У 1976—1981 роках — генеральний директор виробничого об'єднання «Таврія» Кримської області.
У лютому 1981 — грудні 1988 року — начальник Кримського обласного управління місцевої промисловості.
Потім — на пенсії в місті Сімферополі.

## Нагороди
- орден «Знак Пошани»
- ордени
- медалі